# Elizabeth Wyn Wood
Elizabeth Wyn Wood, née le 8 octobre 1903 à Orillia en Ontario et morte le 27 janvier 1966 à Toronto, est une sculptrice canadienne.

## Biographie
Wood étudia la sculpture à l'Ontario College of Art puis à l'Art Students League of New York. Elle épouse Emanuel Hahn en septembre 1926 et fait partie des fondateurs de la société des sculpteurs du Canada (en) en 1928. 
Parmi ses œuvres figurent des bas-reliefs de l'Université Ryerson de Toronto réalisés en 1962 et le monument aux morts de Welland Growland. Celui-ci a été dévoilé le 2 septembre 1939, la veille du déclenchement de la Seconde Guerre mondiale.

## Galerie

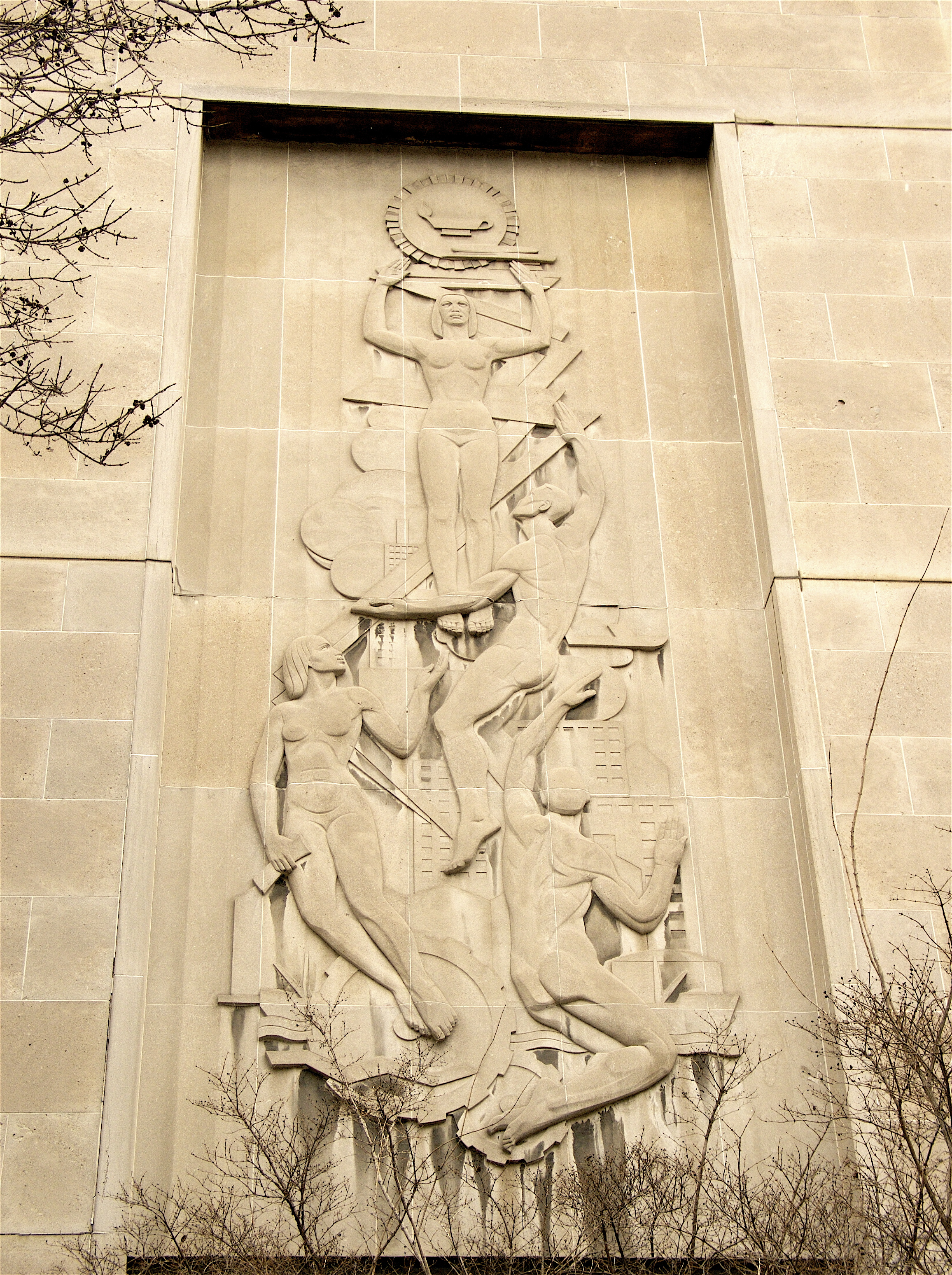
Bas-relief de l'Université Ryerson de Toronto
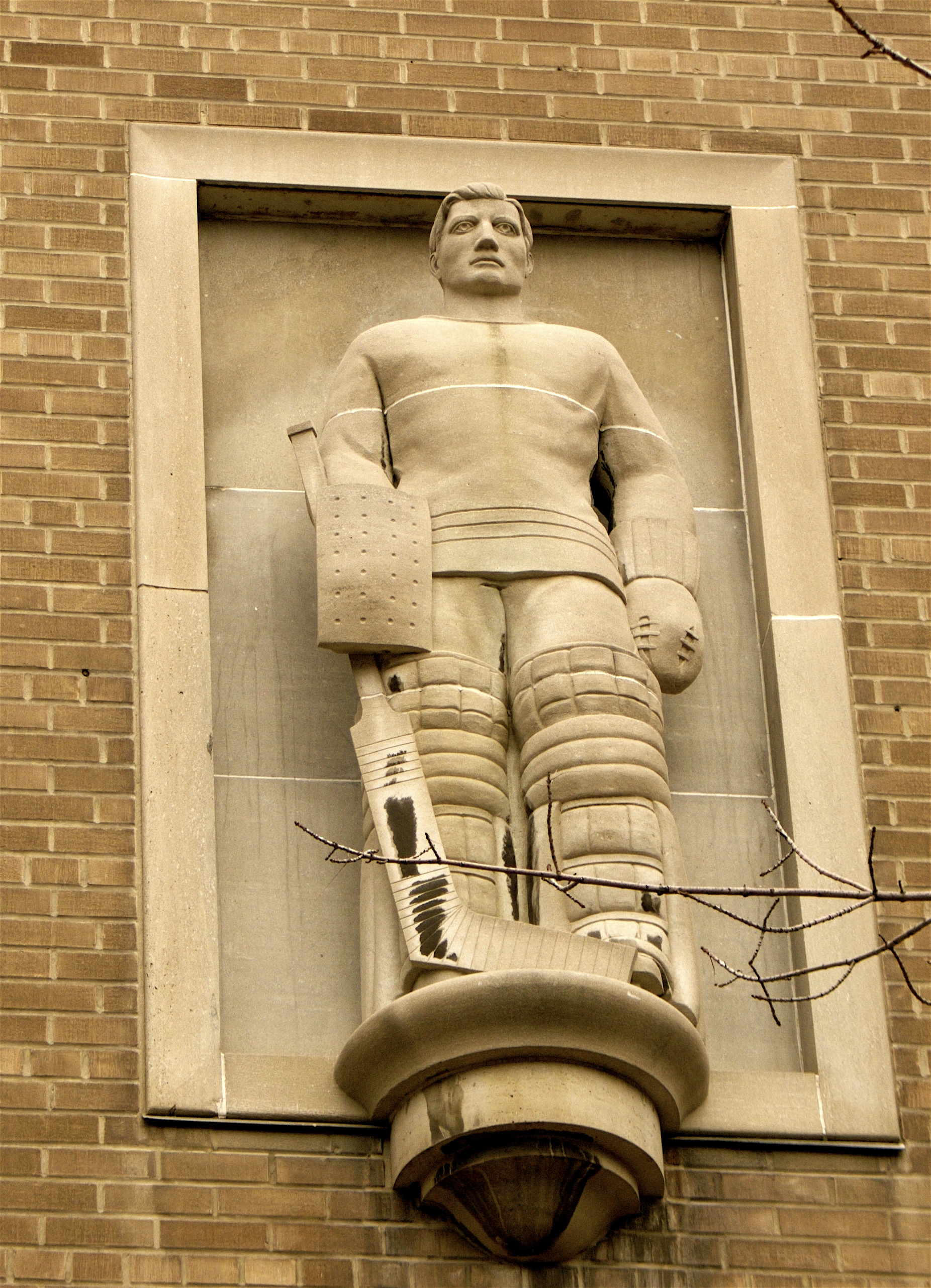
Bas-relief d'un joueur de hockey sur glace de l'Université Ryerson de Toronto
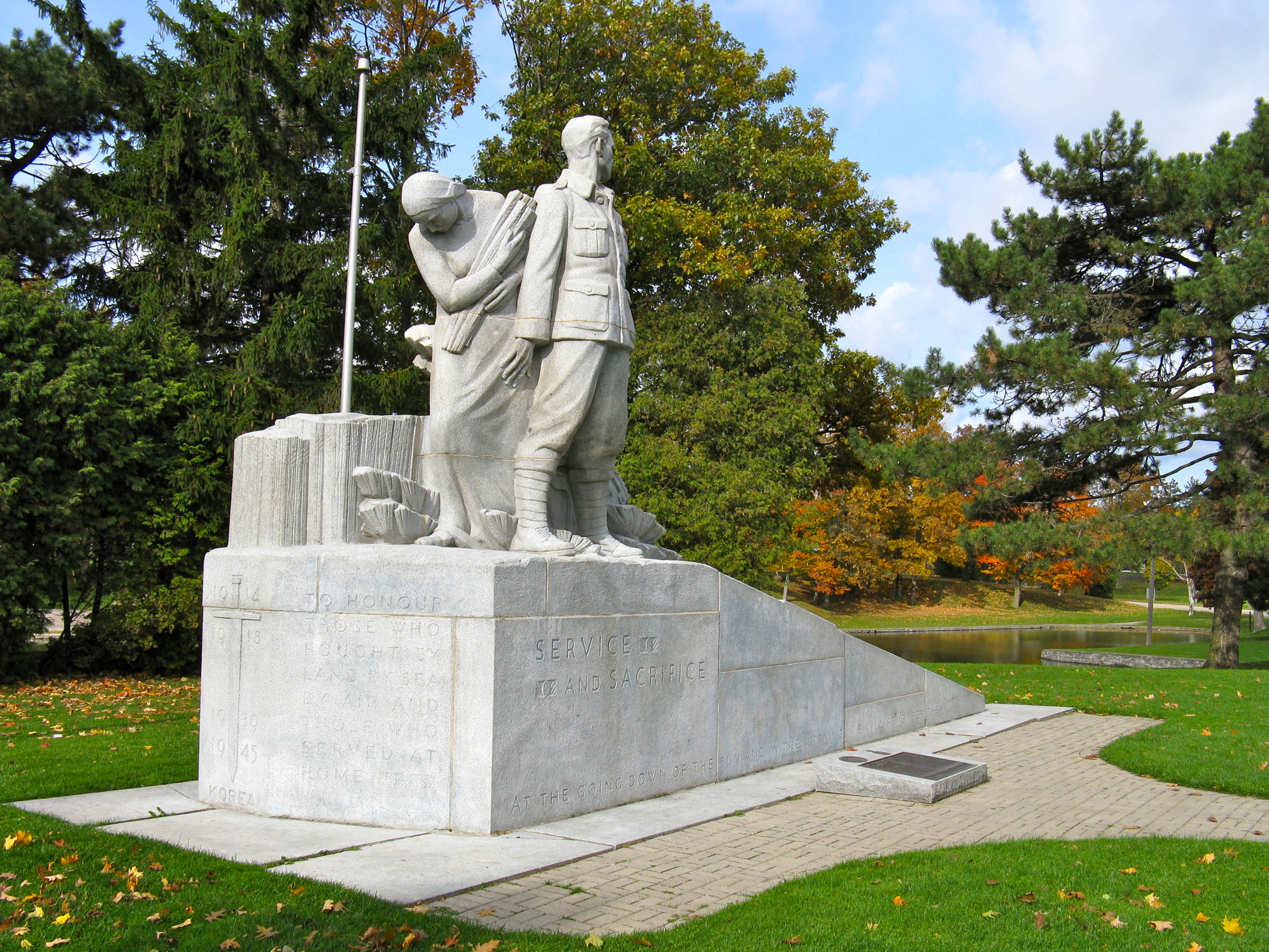
Welland-Crowland War Memorial, à Welland